# Heinrich Harder
Pour les articles homonymes, voir Harder.
Heinrich Harder, né le 2 juin 1858 à Putzar, arrondissement d'Anklam (province de Poméranie) et mort le 5 février 1935 à Berlin, est un artiste et paléoartiste allemand. Il a été professeur d'art à l'Académie des arts de Berlin.

## Biographie

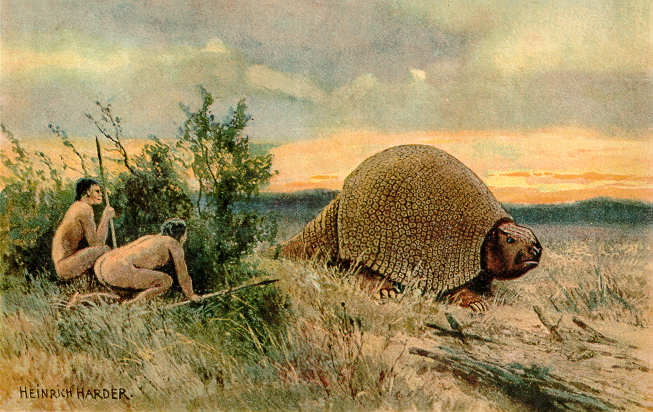
Un glyptodon, par Heinrich Harder

Élève d'Eugen Bracht, il travaille les peintures de paysages s'inspirant des paysages du Lunebourg, du Mecklembourg, des montagnes de Harz ou bien de la Suède et de la Suisse qu'il expose à la Großen Berliner Kunstausstellung en 1891. Il a également illustré des articles d'histoire naturelle aux côtés du naturaliste Wilhelm Bölsche dans la revue hebdomadaire Die Gartenlaube, ainsi que des cartes illustrées de dinosaures et de mammifères préhistoriques pour le compte de la société Reichardt Cocoa Company.
Il joua un rôle essentiel dans la popularisation de l'image de plusieurs espèces disparues, voir certaines comme l'ibis chauve qui avaient disparu de l'Europe mais existaient ailleurs.